# The Lost Glory -美しき幻影-
『The Lost Glory—美しき幻影—』（ザ・ロスト・グローリー うつくしきげんえい）は、宝塚歌劇団のミュージカル作品。2014年7月18日から8月18日（新人公演は8月5日）まで宝塚大劇場で、同年9月5日から10月5日（新人公演は9月25日）まで東京宝塚劇場で上演。演出は植田景子、振付はグスタヴォ・ザジャック、併演は『パッショネイト宝塚!!』（演出は稲葉太地）。

## あらすじ
栄光の20年代と謳われた第一次世界大戦後の好景気に沸くニューヨークを舞台に、シェイクスピアの『オセロー』をモチーフにした男女の愛憎劇。専科から特別出演の轟悠は2008年の『黎明の風 -侍ジェントルマン 白洲次郎の挑戦-』以来6年ぶりの本拠地主演。また、星組トップスターの柚希は同年の『スカーレット・ピンパーネル』以来の悪役。

## スタッフ
宝塚大劇場公演のデータ
- 作・演出：植田景子
- 作曲・編曲：太田健
- 音楽指揮：西野淳
- 振付：グスタヴォ・ザジャック
- 装置：松井るみ
- 衣装：有村淳
- 照明：勝柴次朗
- 音響：大坪正仁
- 小道具：増田恭兵
- 歌唱指導：楊淑美
- 演出助手：谷貴矢
- 衣装補：加藤真美
- 舞台進行：日笠山秀観
- 衣装協力：ジョルジオ アルマーニ ジャパン

- 舞台美術製作：株式会社 宝塚舞台（併演作品と共通）
- 演奏：宝塚歌劇オーケストラ（併演作品と共通）
- 制作：渡辺裕（併演作品と共通）
- 制作補：西山晃浩（併演作品と共通）
- 制作・著作：宝塚歌劇団（併演作品と共通）
- 主催：阪急電鉄 株式会社（併演作品と共通）

※参考資料：宝塚大劇場公演のプログラム

## 出演者一覧
※宝塚歌劇公式ページの出演者を参考にした
万里柚美・美稀千種・毬乃ゆい・柚希礼音・十輝いりす・音花ゆり・鶴美舞夕・紅ゆずる・夢咲ねね・壱城あずさ
如月蓮・白妙なつ・海隼人・汐月しゅう・天寿光希・音波みのり・優香りこ・大輝真琴・愛水せれ奈・妃白ゆあ
真風涼帆・輝咲玲央・瀬稀ゆりと・紫月音寧・夢妃杏瑠・夏樹れい・十碧れいや・珠華ゆふ・空乃みゆ・麻央侑希
漣レイラ・毬愛まゆ・飛河蘭・礼真琴・ひろ香祐・妃海風・紫りら・真衣ひなの・瀬央ゆりあ・逢月あかり
凰津りさ・音咲いつき・綺咲愛里・紫藤りゅう・五條まりな・白鳥ゆりや・拓斗れい・朝水りょう・城妃美伶・華鳥礼良
桃堂純・凰羽みらい・彩葉玲央・天華えま・澪乃桜季・綾凰華・美都くらら・湊璃飛・夕渚りょう・天希ほまれ
美丘安里・小桜ほのか・天路そら・遥斗勇帆・蒼舞咲歩・七星美妃・天乃きよら・隼玲央・桜里まお

### 100期生A班
音くり寿・羽織夕夏・愛海ひかる・きらり杏・朱紫令真・眞ノ宮るい・一之瀬航季・雪乃かさり・新斗希矢・和礼彩

### 専科所属
轟悠・美城れん

## 主な配役
本公演
- オットー・ゴールドスタイン：轟悠（専科所属）
- イヴァーノ・リッチ：柚希礼音
- ディアナ・キャンベル：夢咲ねね
- サム：美城れん（専科所属）
- バーバラ・キャンベル：万里柚美
- ベン：美稀千種
- ディアナの伯母：毬乃ゆい
- ウォルター・ライマン：十輝いりす
- エマ：音花ゆり
- ウィル・スミス：鶴美舞夕
- ロナルド・マーティン：紅ゆずる
- ムッシュ・ヴァラン：壱城あずさ
- ドン：如月蓮
- ディアナの伯母：白妙なつ
- ハリー・エヴァンズ：海隼人
- スタンリー：汐月しゅう
- レイモンド・ウォーカー：天寿光希
- フランシス・デュモント：音波みのり
- 運の良い主婦：優香りこ
- ディアナの徒兄：大輝真琴
- ヴォーグ誌の女性記者：愛水せれ奈
- ヴォーグ誌の女性記者：妃白ゆあ
- カーティス・ダンフォード：真風涼帆
- リチャード・キャンベル：輝咲玲央
- スティーブ：瀬稀ゆりと
- トーマス：夏樹れい
- ヘンリー：十碧れいや
- マイケル：麻央侑希
- パット・ボローニャ：礼真琴
- エヴァ：妃海風
- エリオット：瀬央ゆりあ
- ジョー：音咲いつき
- ミラベル：綺咲愛里
- ビル：紫藤りゅう
- 7歳のオットー：城妃美伶

新人公演
- オットー・ゴールドスタイン：麻央侑希
- イヴァーノ・リッチ：礼真琴
- ディアナ・キャンベル：綺咲愛里
- サム：ひろ香祐
- バーバラ・キャンベル：毬愛まゆ
- ベン：飛河蘭
- ディアナの伯母：華鳥礼良
- ウォルター・ライマン：漣レイラ
- エマ：妃海風
- ウィル・スミス：桃堂純
- ロナルド・マーティン：瀬央ゆりあ
- ムッシュ・ヴァラン：凰羽みらい
- ドン：音咲いつき
- ディアナの伯母：澪乃桜季
- ハリー・エヴァンズ：朝水りょう
- スタンリー：拓斗れい
- レイモンド・ウォーカー：天華えま
- フランシス・デュモント：天乃きよら
- 運の良い主婦：白鳥ゆりや
- ディアナの従兄：蒼舞咲歩
- ヴォーグ誌の女記者：真衣ひなの
- ヴォーグ誌の女記者：逢月あかり
- カーティス・ダンフォード：紫藤りゅう
- リチャード・キャンベル：凰津りさ
- スティーブ：夕渚りょう
- トーマス：遥斗勇帆
- ヘンリー：湊璃飛
- マイケル：彩葉玲央
- パット・ボローニャ：綾凰華
- エヴァ：五條まりな
- エリオット：天希ほまれ
- ジョー：天路そら
- ミラベル：城妃美伶
- ビル：紫りら
- 7歳のオットー：美都くらら